# Schulzia
Schulzia es un género de plantas  pertenecientes a la familia Apiaceae. Comprende 9 especies descritas y de estas, solo 4 aceptadas.

## Taxonomía
El género fue descrito por Curt Polycarp Joachim Sprengel y publicado en Neue Schriften der Naturforschenden Gesellschaft zu Halle 2(1): 30. 1813. La especie tipo es: Schulzia crinita (Pall.) Spreng.	

## Algunas especies
A continuación se brinda un listado de las especies del género Schulzia aceptadas hasta julio de 2013, ordenadas alfabéticamente. Para cada una se indica el nombre binomial seguido del autor, abreviado según las convenciones y usos.
- Schulzia albiflora (Kar. & Kir.) Popov
- Schulzia crinita (Pall.) Spreng.
- Schulzia dissecta (C.B. Clarke) C. Norman
- Schulzia prostrata Pimenov & Kljuykov